# Лили Потър
Лили Потър е героиня от поредицата „Хари Потър“ на Джоан Роулинг. Тя е убитата майка на главния герой Хари Потър, която се е жертвала, за да спаси детето си от най-страшния черен магьосник в магьосническия свят – Лорд Волдемор. Така на Хари му е осигурена защита, която важи до навършване на седемнайсет години. Лили Потър е била омъжена за Джеймс Потър, който също е убит от Лорд Волдемор, когато Хари става на 1 година. Сестра ѝ е Петуния Дърсли, жена на Върнън Дърсли, които имат едно дете – Дъдли Дърсли. Когато майката и бащата на Хари са убити, Дъмбълдор заедно с професор Макгонагъл и Рубиас Хагрид го довеждат до къщата на леля му и чичо му, които не се отнасят добре с племенника си заради хорските мнения. Защитата, която е дала на Хари, важи също докато Хари нарича къщата на леля му и вуйчо му „Свой роден дом“. Когато Хари навършва 17 години, напуска къщата завинаги и разваля защитата на майка му. В детството си Лили е приятелка със Сивиръс Снейп и не харесва Джеймс. Но в седми курс Лили и Джеймс започват да излизат и след като завършват училище се женят. Ражда им се момченце и те го кръщават Хари Потър.
В ученическите си години тя е била много добра по отвари.
Авторката Роулинг разкрива, че в седмата книга се разбират много неща за Лили.